# Vasilisa Stepánova
Vasilisa Andréyevna Stepánova (en ruso: Василиса Андреевна Степанова; Moscú, 26 de enero de 1993) es una deportista rusa que compite en remo.
Participó en los Juegos Olímpicos de Tokio 2020, obteniendo una medalla de plata en la prueba de dos sin timonel.
Ganó una medalla de bronce en el Campeonato Europeo de Remo de 2019, en el ocho con timonel. Además, obtuvo una medalla de oro en el Campeonato Mundial de Remo de Mar de 2019.

## Palmarés internacional
| Juegos Olímpicos   | Juegos Olímpicos | Juegos Olímpicos  | Juegos Olímpicos |
| Año                | Lugar            | Medalla           | Prueba           |
| ------------------ | ---------------- | ----------------- | ---------------- |
| 2020               | Tokio (Japón)    | Medalla de plata  | Dos sin timonel  |
| Campeonato Europeo |                  |                   |                  |
| Año                | Lugar            | Medalla           | Prueba           |
| 2019               | Lucerna (Suiza)  | Medalla de bronce | Ocho con timonel |